# Schauenburg
Schauenburg település Németországban, Hessen tartományban. Lakosainak száma 10 611 fő (2023. december 31.).

## Népesség
A település népességének változása:
| Lakosok száma | 10 197 | 10 300 | 10 511 | 10 644 | 10 611 |
|               | 2017   | 2019   | 2021   | 2022   | 2023   |